# オキナワコキクガシラコウモリ
オキナワコキクガシラコウモリ（沖縄小菊頭蝙蝠、学名:Rhinolophus pumilus）は、翼手目キクガシラコウモリ科に属するコウモリ。日本固有種であり、沖縄島、伊平屋島、渡嘉敷島、久米島、宮城島に生息する。

## 形態
体毛の色は淡い褐色系である。まれに黄色系も見られる。
前腕長が37mmから42mm、頭胴長が38mmから46mm、尾長が18mmから24mm、体重が4.6gから9.3gになる。鼻葉前葉は7.5mm以下で、八重山諸島に生息するヤエヤマコキクガシラコウモリ R. perditius より小さい。

## 生態
洞穴性であり、鍾乳洞や廃坑、防空壕跡などをねぐらにする。交尾期は11月から1月で、特定の洞穴にほぼ雌のみの出産哺育コロニーを作って5月から6月に出産する。ただ、同じ洞内に出産哺育に参加しないコロニーが同居することもある。
繁殖に利用する洞穴は、3か所が知られている。普段利用する洞穴によって、冬眠する集団と冬眠しない集団に分かれる。

## 分類
日本本土や奄美群島に分布するコキクガシラコウモリR. cornutusや、東南アジアに分布するチビキクガシラコウモリR. pusillus（模式産地はジャワ島）と同種とする説もある。
宮古島および伊良部島には、亜種であるミヤココキクガシラコウモリ（Rhinolophus pumilus miyakonis）が生息していた。基亜種である R. p. pumilus と比べると、前腕長が39mm以下で、やや小型である。近年、生息が確認されておらず、絶滅の可能性がある。

## 種の保全状態評価
基亜種オキナワコキクガシラコウモリ Rhinolophus pumilus pumilus
- 絶滅危惧IB類 (EN)（環境省レッドリスト）
- 沖縄県版レッドデータブック - 絶滅危惧IB類
- 名護市指定天然記念物

亜種ミヤココキクガシラコウモリ Rhinolophus pumilus miyakonis
- 絶滅（環境省レッドリスト）
- 沖縄県版レッドデータブック - 絶滅

沖縄島北部では、100頭以上生息する洞穴が数か所あるが、繁殖を行う洞穴は3か所しか知られていない。中部以南では1970年代以降、急速に生息数を減らしている。洞穴への人間の頻繁な侵入によって、繁殖洞で繁殖を行わなかったこともあり、生息洞穴の観光地化も脅威になっているのではないかと考えられている。また、他の島でも数十頭ほどしか確認されていない。